# Liste von Kunstwerken im öffentlichen Raum in Breckerfeld
Die Liste von Kunstwerken im öffentlichen Raum in Breckerfeld gibt einen Überblick über Kunst im öffentlichen Raum, unter anderem Skulpturen, Plastiken, Landmarken und andere Kunstwerke in Breckerfeld, Ennepe-Ruhr-Kreis. Es besteht kein Anspruch auf Vollständigkeit.

## Kunstwerke in Breckerfeld
| Bezeichnung         | Standort                                                  | Koordinaten                     | errichtet | Künstler      | Anmerkungen                                               | Bild |
| ------------------- | --------------------------------------------------------- | ------------------------------- | --------- | ------------- | --------------------------------------------------------- | ---- |
| Breckerfelder Lilie | Frankfurter Straße                                        | 51° 15′ 40,3″ N, 7° 27′ 56,7″ O | 1991      | Waldemar Wien | Bronze                                                    |      |
| Jakobusbrunnen      | Frankfurter Straße                                        | 51° 15′ 35,7″ N, 7° 28′ 0,9″ O  | 1984      | Waldemar Wien | Jakobusbrunnen mit Jakobusstatue                          |      |
| Bürgerdenkmal       | Frankfurter Straße / Denkmalstraße                        | 51° 15′ 39,5″ N, 7° 27′ 57,6″ O | 2010      |               | Figurengruppe Bronze                                      |      |
| Brunnen             | Frankfurter Straße, vor dem Rathaus                       |                                 |           |               |                                                           |      |
| Gedenkstein         | Alter Friedhof an der Frankfurter Straße/Windmühlenstraße |                                 | 1996      |               | Inschrift Feinde wurden Freunde, dem Frieden verpflichtet |      |
| ?                   | Schulstraße                                               |                                 |           |               |                                                           |      |